# 戦斧

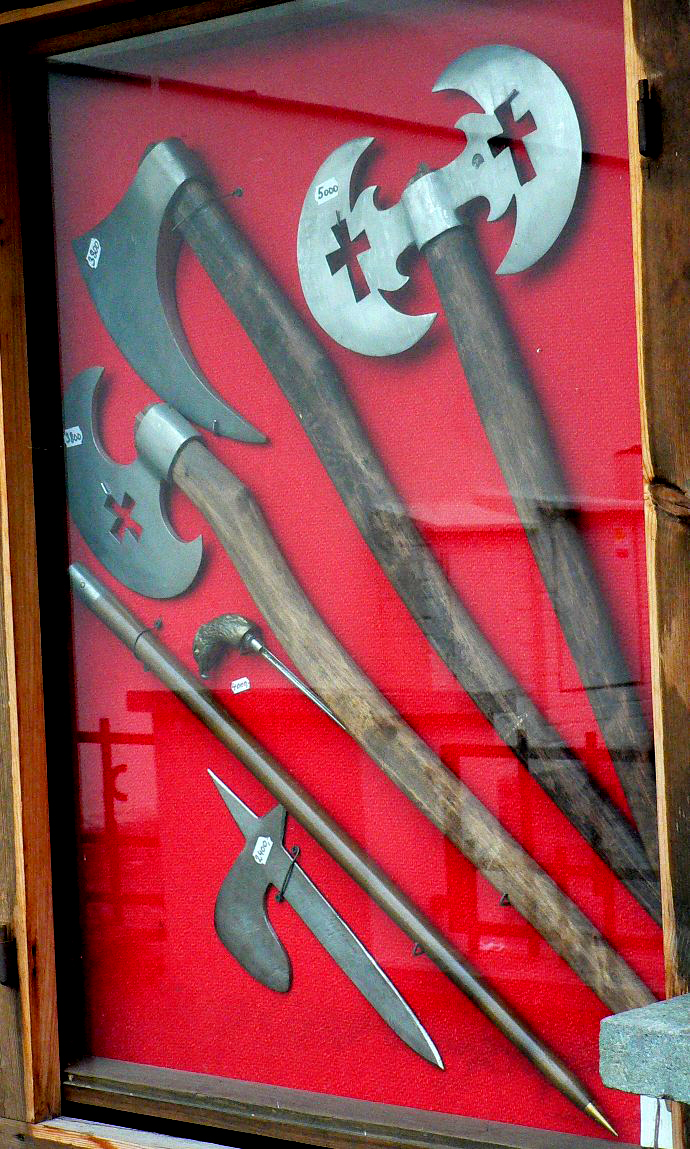
戦斧の現代的な複製品

戦斧（せんぷ、いくさおの、英語: battle-axe）は、昔の戦いで武器として使われた反った幅のひろい刃のついている斧である。

## 概要
投げ斧としても使われる片手斧と両手で扱う大斧に大別される。
かつての斧は薪木をとるなど日常生活に欠かせない物だった。それを武器に用いると言う発想は至極自然な物だっただろう。扱いに慣れた斧ならば剣や弓のような専門教育を受けずとも戦う事ができる上、武器としても非常に優秀である。重心が先端にあるため取り回しに癖がある反面、溜めた角運動エネルギーを短時間で放出することによって重い一撃を相手に与えることができる。たとえ金属製の防具に刃を阻まれたとしても、その衝撃は十分な打撃ダメージとなり得た。刃が厚く大きいので刀剣よりも耐久性があり、多少刃が傷んでも実用に差し障りなかった。そして刀剣に比べて製造コストが安かった（三分の一とも）ため広く普及した。

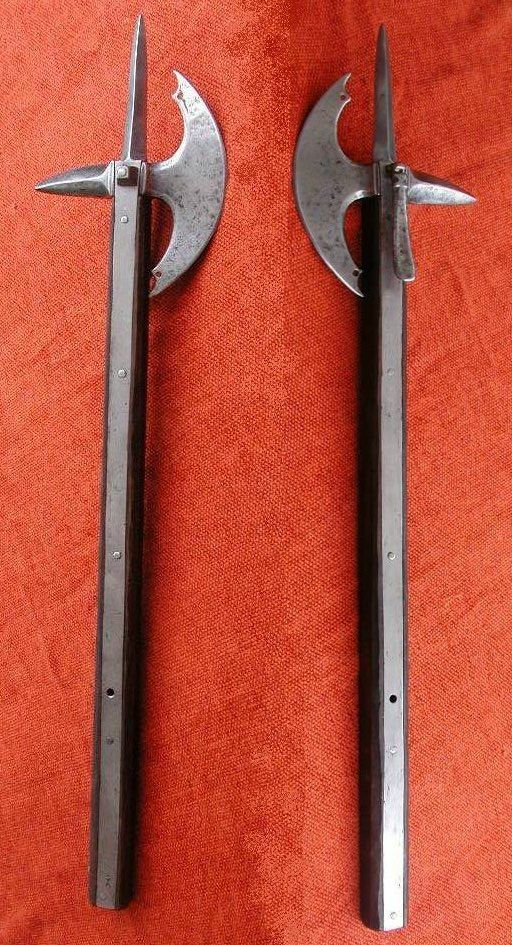
1475年頃の騎士の斧。これは騎士の使用に合わせて調整された戦斧の例である

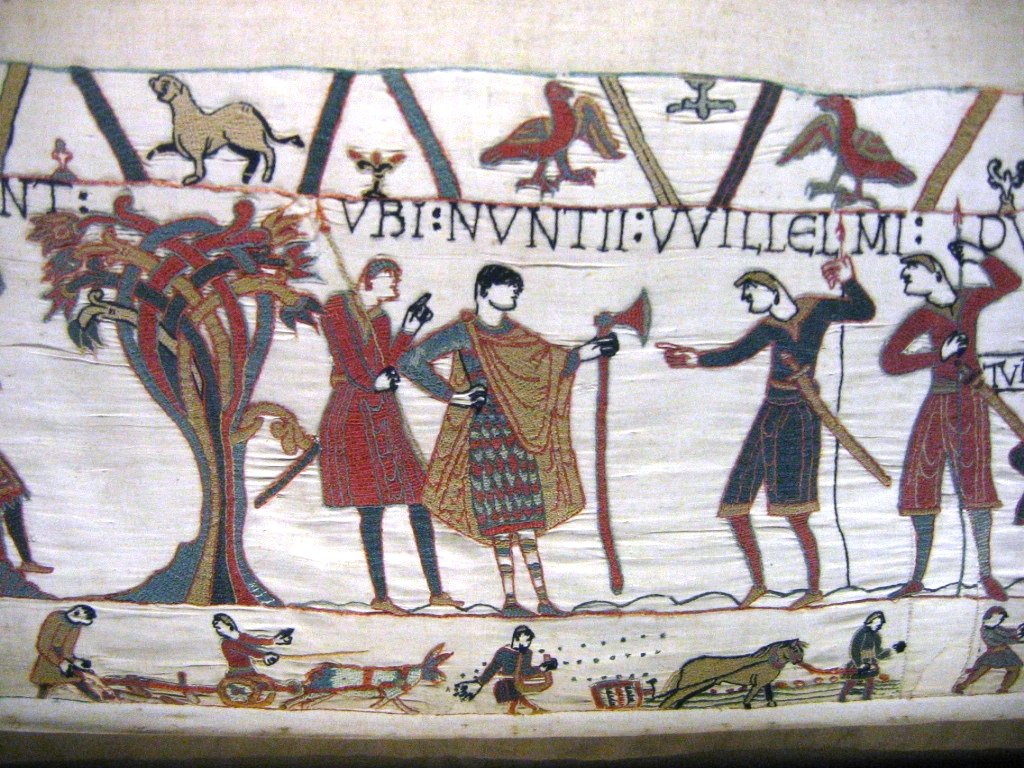
バイユーのタペストリーで描かれたデンマーク戦斧

## 使い方
戦い方としては力任せに斬るほか、突き崩すなどがある。
また、突きの状態にすると、まるで小さい盾が突き出ているようになっている為、剣や槍やこん棒などの攻撃を防ぎ、受け流すことが容易で、また斧の鎌状になっている部分で引っ掛ける（首や腕や足、相手の武器や盾など）、柄で殴る、そして斧頭を蹴るなどで素早く振り回していた。
戦闘以外では、木を切ったり削り、ハンマー代わりに使って、障害物などの作成や破壊（扉等）を行った。または斧頭を持つと杖代わりに使えるなど、非常に広範な使い方があった。
また、農民が持って居ても違和感がないため、しばしば仕込みや暗殺用として作られている物がある。日常の道具からより戦闘用に改良された戦斧は敵の鎧や盾も切断して身体を攻撃する為、力を一点に集中できるように刃が比較的丸く、中にはより頑丈な鎧や兜と頭蓋骨をも貫通しやすくする為に刃が狭い斧や刃が尖った斧、取り回しを良くする為に柄を長くしたもの、敵の首や手足、武器を引っ掛けやすいように髭の部分が長くなった斧、素早く振るえるように刃の幅を薄くするなど軽量化されている斧もあった。
その代わりに斧は重心が先端にあるため、鈍重である、外すと隙が大きい、刀剣より扱いづらい面もあるといった弱点があった。
しかし、10世紀以降の中世ヨーロッパにおいては鎧の発達もあり、メイスなどの打撃武器と共に騎士や兵士には剣より好まれた武器でもあった。
刀剣や弓矢と違い、扱うのに技術を要さないという利点もあった。
たいていの騎士は斧またはメイスを徒歩の場合はベルトに挿すか、騎馬の場合には鞍の前輪からぶら下げていたようである。

## 戦史の中での戦斧
- 青銅器時代、古代エジプトで槍と並んで刃の角度が急な青銅製の斧とケペシュという剣が白兵戦での主要な武器として使用されていた。[5]
- ヴァイキングやケルト人で知られる北ヨーロッパの民が好んで使用し[1], ヨーロッパ中世の戦場でほとんど見られる[2]. 特にヴァイキング独自の投げ斧、片手斧、髭斧、両手斧はイングランドなどで猛威を振るった[6]。当時は鉄器鍛造技術が未熟で剣は高級品であり、一般の人には斧のほうが手軽に持つことができた。このためテレマルク県のように紋章に戦斧が含まれている自治体も多い。イングランド王をノルマンディー公ギヨーム2世と争ったハロルドの護衛傭兵ハスカールは、主に斧で武装していた。スイス人傭兵が考案した槍や鉤と一体化したハルバードは、歩兵が騎兵に対抗する手段として普及した[7]。
- 日本で戦斧が多く使われ出したのは南北朝期からのことであり、文献では『太平記』で長山遠江守が赤松氏範との一騎討ちで大鉞を使用している[8]。基本的に、戦場で斧を使用するのは兵站の建設、あるいは城門の破壊のためだった[8]。また、形状の良く似たものとして、修験者が霊峰入山の際に携帯する「入峰の斧[9]」がある。14世紀には一般的な武器であった鉞だが、薙刀の方がより一般的であり、14世紀後半には槍が戦場の武器として威力を発揮し、廃れていった。[10]
- インディアンが白人との戦いの中で、独特の手斧「トマホーク」を使用した。現アメリカ軍のトマホークミサイルの語源である。
- 中国では斧は「銅鉞」として殷の時代からあり、当初は歩兵の武器として使用されたが、戦車戦が発達すると実戦では用いられなくなり軍事権を誇示するためのものになった。再び実戦で戦斧が使われだすのは南宋の時代になってからだった。当時、金の重装騎兵に対抗するために威力の高い打物兵器が求められ、大斧が使われだした。金の完顔兀述は宋軍の優れた武器として神臂弓（弩の一種）と共に大斧を挙げている。小説の世界では『説唐演義』の程咬金が大斧の使い手として描かれている[11]。

## 代表的な戦斧
- ハルバード
- ポールアックス
- フランキスカ
- バルディッシュ
- トマホーク
- ブージ - インドの斧